# Amanitore
La reine candace Amanitore est la cinquième des reines connues à avoir porté ce titre. Elle succède ainsi à Nahirqo, Amanirenas, Amanishakhéto et Nawidémak (on peut aussi compter Kanarta, épouse supposée d'Amanislo, qui a régné au cours du IIIe siècle av. J.-C.). Mais c'est le roi Amanakhabalé, fils de Nawidémak, qui précèderait Amanitore. Son règne prend place aux alentours du Ier siècle de notre ère. Elle dirige le royaume de Koush, couvrant le territoire de la Nubie, correspondant actuellement au sud de l'Égypte et au nord du Soudan.
Elle est la co-régente avec Natakamani, le plus souvent considéré comme son fils, qui lui survivra. Son règne est marqué par d'importantes constructions et restaurations à Méroé, à Naqa, à Napata, Amhara. Ce sont notamment des temples et des pyramides, deux cents pyramides nubiennes.

## Titulature royale

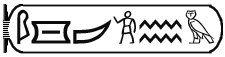
Titulature royale principale d'Amanitore

La titulature royale dans l'Égypte antique comporte toujours plusieurs noms officiels pour chaque monarque.
Le nom de Sa-Rê d'Amanitore, son nom de fille de Rê, est :
| i | mn · n | a · r | i | t · H8 | i |

Le nom de trône d'Amanitore, son « nom de Nesout-bity » est Merkarê, représenté par les hiéroglyphes suivants :
| ra | mr | kA |

## Candace
La candace Amanitore est souvent mentionnée comme co-régente avec le roi Natakamani. Amanitore serait la femme ou la mère de ce dernier.
L'un de ses palais est situé à Gebel Barkal dans l'actuel Soudan. Ce site est inscrit au patrimoine mondial de l'Unesco. La zone de sa souveraineté s'étendait entre le Nil et les rivières Atbara.
Elle appartient à la période méroïtique de l'histoire nubienne. Son règne commence en l'an 1 avant notre ère.
Amanitore est mentionnée comme souveraine dans de nombreux textes. C'est notamment le cas dans les inscriptions du temple de la capitale nubienne de Napata dans l'actuel Soudan, dans un temple à Méroé près de Chendi, et dans le temple d'Amon comme dans le temple d'Apedemak ou temple du Lion à Naqa.
Les représentations de Natakamani incluent fréquemment une image d'Amanitore, qui pouvait être sa mère plutôt que sa femme. Une candace occupait une position hiérarchiquement puissante dans le royaume de Koush. Le spécialiste Claude Rilly a démontré que le terme de candace désigne la mère d'un roi ou d'un prince amené à devenir roi.
La co-régence d'Amanitore et de Natakamani est marquée par un mode de représentation graphique particulier. La dualité homme-femme des deux co-régents est bien marquée dans leurs représentations graphiques, mais sans visibilité de leur lien. Le lien de parenté qui les unit n'est pas explicite, cependant les éléments de la titulature d'Amanitore pourraient faire penser qu'ils sont époux plutôt que mère et fils. L'archéologue László Török pense ainsi qu'ils sont mari et femme, et que les trois hommes parfois représentés avec eux sont leurs héritiers successifs.
La représentation sur le temple d'Amon à Naqa montre curieusement le prince Arakakhatani déjà couronné lui aussi, bien que n'ayant pas encore été investi par les deux co-régents Amanitore et Natakamani.
À sa mort, Amanitore est ensevelie dans sa propre pyramide à Méroé. Sa sépulture est d'environ six mètres carrés à la base, et n'est pas une pyramide au sens mathématique du terme.
Plusieurs sources indiquent que ce pourrait être elle la candace qui est mentionnée dans la Bible, dans le passage sur la conversion de l'Éthiopien par l'apôtre Philippe⁣⁣, dans les Actes des Apôtres (Actes 8, 26–40). Cet Éthiopien qui lisait le livre d'Isaïe est désigné comme eunuque, haut fonctionnaire de Candace, reine d'Éthiopie, et surintendant de tous ses trésors. Saint-Luc, rédacteur des Actes, utilise le mot « candace » comme un nom propre ; c'était le nom générique des reines-mères d'Éthiopie selon Poswick, le nom des souveraines du royaume de Koush ou de Méroé en Nubie alors appelée Éthiopie selon Gerard. D'ailleurs, si Amanitore est bien morte en 20 apr. J.-C., elle ne peut pas régner encore à l'époque de la prédication de l'apôtre Philippe ; mais les sources divergent sur sa date de décès et la date de son règne.
Amanitore fait partie des derniers grands bâtisseurs du royaume de Koush. Elle fait restaurer le grand temple d'Amon à Méroé et le temple d'Amon à Napata après sa démolition par les Romains. Des réservoirs d'eau sont construits à Méroé pendant son règne. Avec son co-régent, elle fait aussi construire des temples d'Amon à Naqa et Amhara.
La quantité de bâtiments achevés au milieu du premier siècle indique que ce fut la période la plus prospère de l'histoire méroïtique. Plus de deux cents pyramides nubiennes ont été construites, pour la plupart anciennement pillées.
Le pays qu'elle gouvernait était immédiatement au sud de l'Égypte ancienne et partageait la même langue dans les textes qui nous sont parvenus. Certains aspects de la culture koushite diffèrent considérablement, mais sont peu connus ; d'autres semblent avoir influencé la culture de l'Égypte ancienne, y compris dans le domaine religieux. C'était un pays riche, disposant de grandes ressources d'or et exportant des bijoux, des animaux exotiques, des textiles.

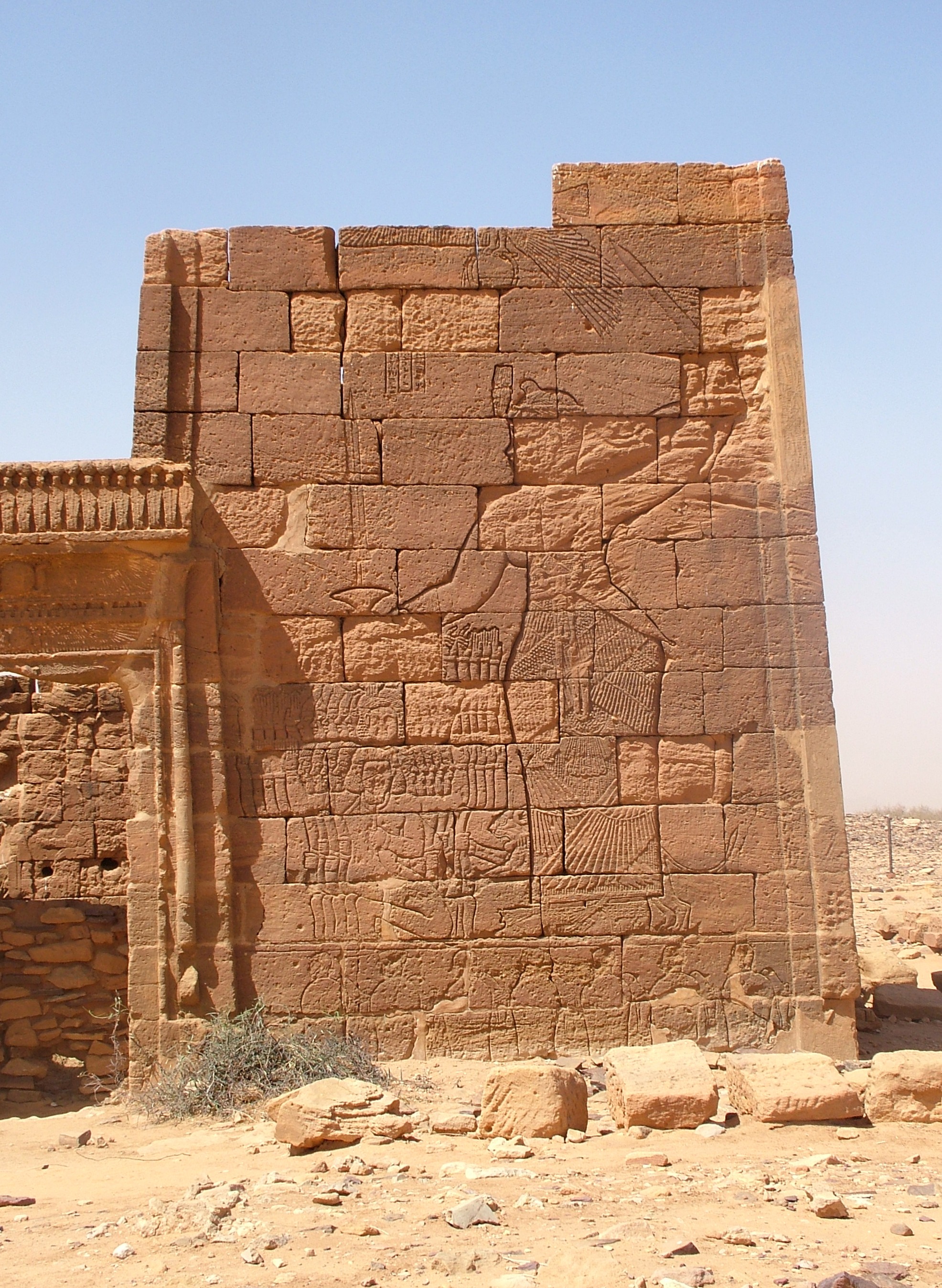
La reine Amanitore réprimant ses ennemis.
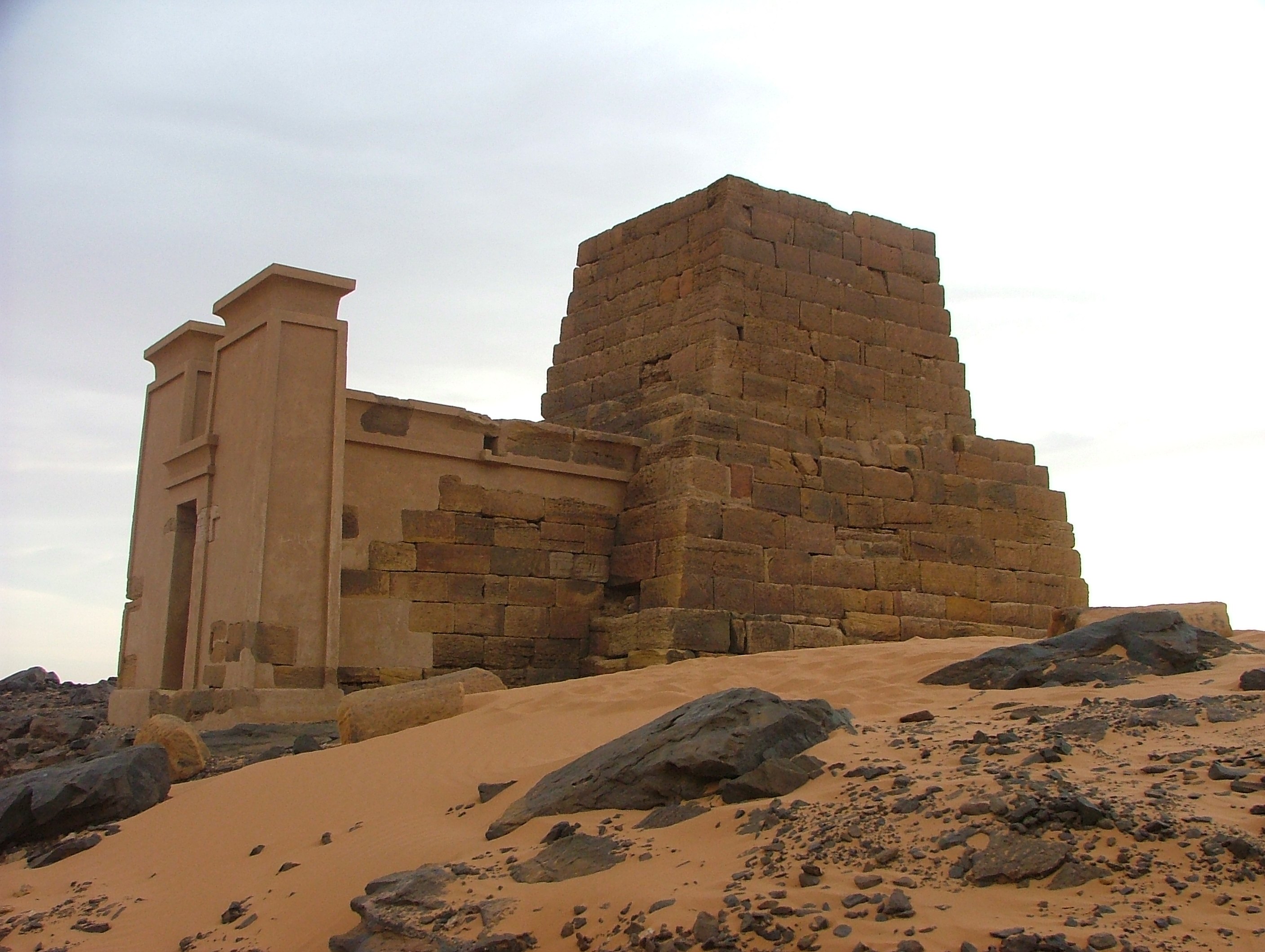
La pyramide d'Amanitore à Méroé, où elle a été ensevelie.
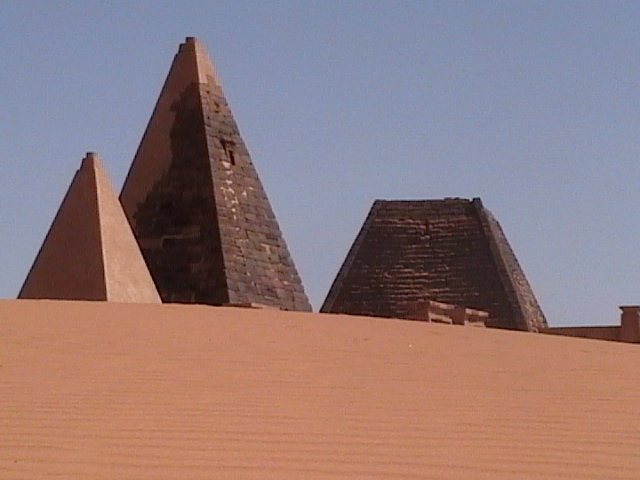
Les pyramides nubiennes construites à Méroé, bien différentes des pyramides plus anciennes.

## Dans la culture populaire
Amanitore est la dirigeante de la Nubie dans une extension du jeu vidéo de stratégie Civilization VI.